# Избавитељ
Избавитељ је југословенски филм из 1976. године. Режирао га је Крсто Папић, а сценарио су писали Иво Брешан и Александар Грин.

## Радња
Сиромашни писац Иван Гајски заљубљује се у Соњу, ћерку професора Бошковића, али у исто време открива да власт у граду преузима посебна врста штакора која има способност узимања људске физиономије. На челу штакорске организације је тајанствени Избавитељ...

## Улоге
| Глумац              | Улога                                  |
| ------------------- | -------------------------------------- |
| Ивица Видовић       | Иван Гајски                            |
| Мирјана Мајурец     | Соња Бошковић                          |
| Реља Башић          | Избавитељ / Градоначелник              |
| Фабијан Шоваговић   | Професор Мартин Бошковић               |
| Илија Ивезић        | Шеф полиције                           |
| Бранко Шпољар       | Рупчић                                 |
| Петар Добрић        | Мештар церемоније на штакорској забави |
| Едо Перочевић       | Полицајац                              |
| Ана Херцигоња       | Продавачица дјечијих капица            |
| Звонимир Ференчић   | Накладник                              |
| Борис Фестини       | Апотекар                               |
| Зденка Трах         | Газдарица                              |
| Мирко Боман         | Дјелатник градске чистоће              |
| Фахро Коњхоџић      | Виолинист                              |
| Јован Стефановић    | Полицајац                              |
| Вјенцеслав Капурал  | Судионик погреба (изриче саучешће)     |
| Миљенка Андроић     | Дјевојка која се претвара у штакорицу  |
| Томислав Липљин     | Судионик погреба (изриче саучешће)     |
| Недим Прохић        |                                        |
| Јадранка Матковић   | Секретарица градоначелника             |
| Фрањо Штефуљ        |                                        |
| Владимир Крстуловић | Станар                                 |
| Звонимир Торјанац   | Полицајац                              |

Остале улоге  ▼
| Глумац               | Улога                                               |
| -------------------- | --------------------------------------------------- |
| Санда Фидершег       | Станарка                                            |
| Томислав Милановски  | Дјелатник градске чистоће                           |
| Антун Кујавец        | Станар                                              |
| Слободан Миловановић | Дјелатник градске чистоће                           |
| Зоран Покупец        | Судионик штакорске забаве                           |
| Владимир Медар       | Купац књига                                         |
| Андре Лусишић        | Чиновник бурзе рада                                 |
| Весна Морт           |                                                     |
| Иво Рогуља           |                                                     |
| Бранко Боначи        | Полицајац у цивилу (осигурава градоначелников скуп) |
| Стјепан Бахерт       | Човјек који тражи посао испред берзе рада           |
| Радомир Милошевић    |                                                     |
| Сабрија Бисер        | Човек који тражи посао испред берзе рада            |
| Маријан Радмиловић   |                                                     |
| Дарко Срића          | Продавац у дућану                                   |
| Жарко Поточњак       | Судионик штакорске забаве                           |
| Жељко Мавровић       | Судионик штакорске забаве                           |
| Тошо Јелић           | Гост у ресторану                                    |
| Бранко Смиљанић      |                                                     |

## Награде
- Пула 77' - Сребрна арена за камеру, Златна арена за сценографију; Диплома жирија за маску Берти Меглич[2]
- Трст 77' - Гран при[2]